# Amanda Ammann
Amanda Ammann (Uzwil, 8 gennaio 1987) è una modella svizzera, eletta Miss Svizzera 2008 in rappresentanza del Canton Argovia.
In seguito Whitney Toyloy ha gareggiato come rappresentante ufficiale della Svizzera a Miss Universo 2008, che si è svolto alle Nha Trang il 14 luglio 2008. Tuttavia la modella svizzera non è riuscita a classificarsi nella rosa delle quindici finaliste del concorso.
Dopo i concorsi di bellezza, Amanda Ammann ha lavorato come modella per importanti aziende come Jelmoli, Nivea, Balmain e Vögele Shoes, ed è comparsa nell'edizione britannica della rivista Vanity Fair. A settembre 2010 si è laureata in relazioni internazionali presso l'università di Ginevra. La Ammann parla fluentemente inglese, francese, tedesco e spagnolo.